# Европейска норка
Европейската норка (Mustela lutreola) е застрашен вид бозайник от семейство порови (Mustelidae). В природата в началото на ХХ век тя е населявала най-североизточни части на България, обича предимно влажен климат както е по р. Дунав. Все още може да се наблюдава в някои части на Сибир и в някои резервати. Вероятно неголям брой норки обитават брегозащитните съоръжения по черноморското ни крайбрежие. Забелязвани са във Варна след внимателно наблюдение и търсене или при силно вълнение, когато водата залива обичайно сухи места в каменните насипи и бетонните конструкции – например при бурята в края на лятото на 2010 г. Норки се срещат и в природния резерват „Чупрене“.
Норката има ценна козина, заради която е била жертва на бракониерство.
Мъжките достигат дължина 28 – 43 cm, а опашката 12 – 19 cm и тежат 740 гр. Женските са 32 – 40 cm, опашката е 12 – 18 cm и тежат 440 гр. Обитават водоемите, реки и крайбрежия на езера, по-рядко се срещат в блатата раждат от 2 до 7 малки. Живеят около 8 – 10 г.
В последните години (след 2015) край Стара Загора от ферма за норки има много случаи на избягали животни от вида американска норка, която се явява инвазивен вид.
Цитат:
„Най-сериозната заплаха от отглеждането на норки, е заплахата за околната среда. Във фермата се отглеждат американски норки, които са инвазивен за Европа вид и които са в процес на включване в списъка на Европейската комисия за забранени за отглеждане на територията на ЕС инвазивни видове. През 2015 година Испания забрани отглеждането на американски норки, тъй като те представляват заплаха за биологичното ѝ разнообразие.
Американската норка е класически пример за инвазивен вид, като за този ѝ характер има много материали и проучвания. Тя е включена в Глобалната база данни с инвазивни видове към IUCN. Американската норка се конкурира за храна и територия с европейския си роднина и е основна причина за изчезването му. Американските норки влизат в размножителен период месец по-рано от европейските и американските мъжки се чифтосват с европейските женски и отнемат възможността на европейските да създадат поколение.“